# Nespeky
Nespeky jsou obec v okrese Benešov ve Středočeském kraji. Leží na řece Sázavě a takzvané staré benešovské silnici z Prahy do Benešova. Žije zde 803 obyvatel.
Ve vzdálenosti tři kilometry severovýchodně leží město Pyšely, osm kilometrů jižně město Benešov, patnáct kilometrů severně město Říčany, 24 kilometrů jižně město Vlašim a 27 kilometrů jihozápadně město Sedlčany. U obce se nachází hlásný profil (měřící stanice) Nespeky pro sledování stavu průtoku vody v Sázavě mezi Poříčím nad Sázavou a ústím do Vltavy.

## Historie
První písemná zmínka o obci pochází z roku 1380. Tenkrát je ves připomínána ještě pod názvem Dnespeky. Nespeky svého významu nabyly především tím, že skrz ně vedla důležitá komunikace z Prahy do Benešova, Tábora a Lince a byl zde také jeden z prvních mostků přes Mokřanský potok. V Nespekách byl na této cestě poskytován potřebný servis formanům (ubytování, opravy povozů, přípřež pro zdolání stoupání). Již v roce 1564 zde byla zřízena poštovní stanice.

## Obyvatelstvo
| Rok            | 1869 | 1880 | 1890 | 1900 | 1910 | 1921 | 1930 | 1950 | 1961 | 1970 | 1980 | 1991 | 2001 | 2011 | 2021 |
| -------------- | ---- | ---- | ---- | ---- | ---- | ---- | ---- | ---- | ---- | ---- | ---- | ---- | ---- | ---- | ---- |
| Počet obyvatel | 420  | 399  | 376  | 399  | 382  | 367  | 469  | 572  | 592  | 520  | 469  | 389  | 447  | 669  | 813  |
| Počet domů     | 38   | 35   | 38   | 43   | 46   | 56   | 88   | 301  | 141  | 145  | 136  | 160  | 188  | 235  | 235  |

## Obecní správa

### Územněsprávní začlenění
Dějiny územněsprávního začleňování zahrnují období od roku 1850 do současnosti. V chronologickém přehledu je uvedena územně administrativní příslušnost obce v roce, kdy ke změně došlo:
- 1850 země česká, kraj České Budějovice, politický a soudní okres Benešov, obec Poříčí nad Sázavou[8]
- 1855 země česká, kraj Tábor, soudní okres Benešov, obec Poříčí nad Sázavou
- 1868 země česká, politický a soudní okres Benešov, obec Poříčí nad Sázavou
- 1900 země česká, politický a soudní okres Benešov[9]
- 1939 země česká, Oberlandrat Tábor, politický i soudní okres Benešov[10]
- 1942 země česká, Oberlandrat Praha, politický i soudní okres Benešov[11]
- 1945 země česká, správní i soudní okres Benešov[12]
- 1949 Pražský kraj, okres Benešov[13]
- 1960 Středočeský kraj, okres Benešov
- 2003 Středočeský kraj, okres Benešov, obec s rozšířenou působností Benešov

### Části obce
- Ledce
- Městečko
- Nespeky

### Obecní symboly
Znak a vlajka byly obci uděleny rozhodnutím předsedkyně Poslanecké sněmovny Parlamentu České republiky dne 18. května 2012.

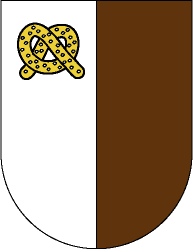
neoficiální znak obce
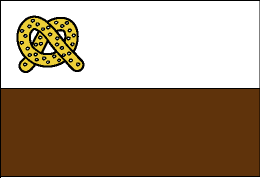
neoficiální vlajka obce

## Společnost
Ve vsi Nespeky (přísl. Hvozdec, Městečko, 391 obyvatel) byly v roce 1932 evidovány tyto živnosti a obchody: výroba cementového zboží, 2 elektrárny, 3 hostince, mlýn, rolník, obchod se smíšeným zbožím, 3 trafiky.

## Doprava
Dopravní síť

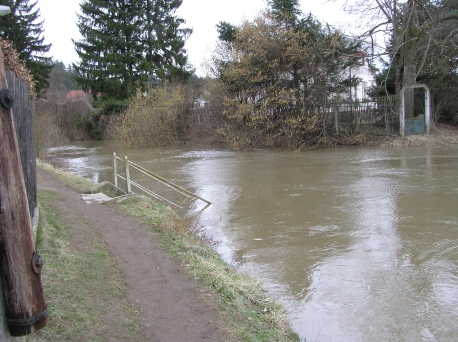
Povodeň na jaře 2006

- Pozemní komunikace – Obec protíná silnice II/603 Praha - Jesenice - Nespeky - Poříčí nad Sázavou.

- Železnice – Železniční trať ani stanice na území obce nejsou.

Veřejná doprava 2012
- Autobusová doprava – Obcí projížděly autobusové linky do těchto cílů: Benešov, Český šternberk, Jihlava, Miličín, Pacov, Pelhřímov, Praha, Pyšely, Vlašim.

## Turistika
- Cyklistika – Obcí procházejí cyklotrasy č. 19 Sázava - Čerčany - Nespeky - Týnec nad Sázavou - Davle a č. 0030 Senohraby - Pyšely - Nespeky.

- Pěší turistika – Obcí vedou turistické trasy  Sázava - Čerčany - Nespeky - Týnec nad Sázavou - Kamenný Přívoz - Davle a  Nespeky - Gabrhele - rozhledna Ládví - Ládví.

## Pamětihodnosti

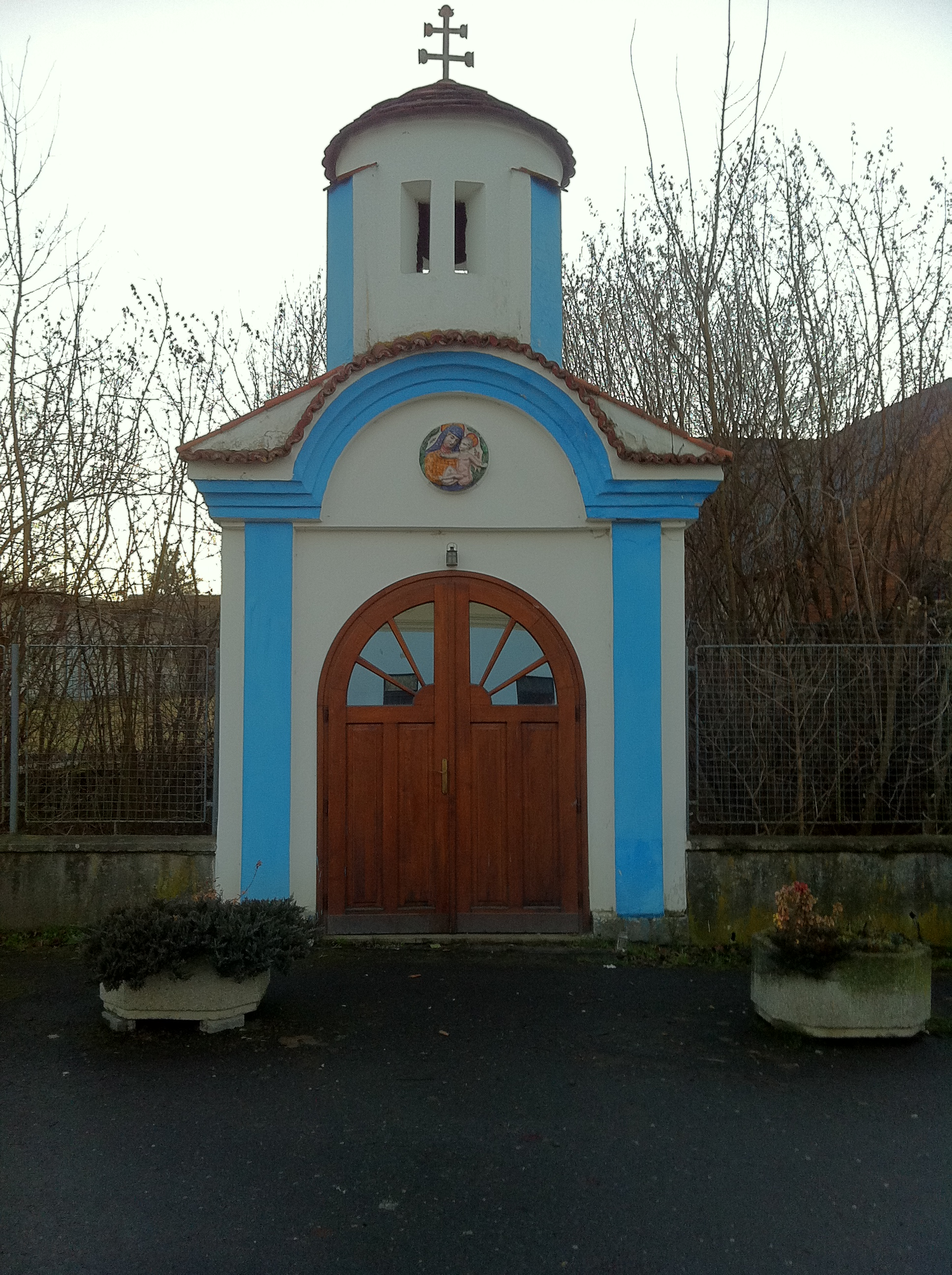
Kaplička

### V obci
- kaplička Panny Marie – z devatenáctého století
- Stará pošta – sídlo obecního úřadu
- hostinec č.p. 1 – dříve sloužící formanům na cestě do Prahy
- kamenný most – za vsí v trase původní císařské silnice (kol. 1720) na Prahu
- letní vily – z 30. let 20. století od architekta Jaroslava Fragnera, včetně vilky tanečnice Milči Mayerové

### V okolí
- PřP Hornopožárský les – bývalý lovecký revír, lovecký zámeček
- Barochov – statek Barochov
- Zbořený Kostelec – zřícenina hradu
- Týnec nad Sázavou – románský hrad (přistavěn k rotundě)
- Kamenice – pseudogotický zámek, naučná stezka Krajinou barona Ringhoffera